# Signuno

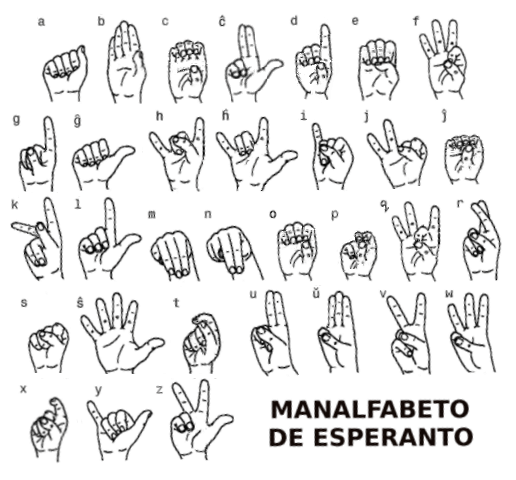
Het Signuno-alfabet

Signuno is een internationale gebarentaal, samengesteld door een anoniem persoon, die is gebaseerd op Esperanto en Gestuno. Het handalfabet bevat gebaren voor de letters met accenten uit het Esperanto. Signuno werd aan de dovengemeenschap gepresenteerd op 15 december 2010.